# Echenais asemna
Echenais asemna är en fjärilsart som beskrevs av Hans Ferdinand Emil Julius Stichel 1910. Echenais asemna ingår i släktet Echenais och familjen Riodinidae. Inga underarter finns listade i Catalogue of Life.